# Bergamo megye
Bergamo megye (olaszul: Provincia di Bergamo, lombardul: Pruvincia de Bèrghem) Olaszország Lombardia régiójának egyik megyéje. Székhelye Bergamo.

## Fekvése
Bergamo megye Sondrio, Brescia, Cremona, Milano, Monza e Brianza, Lecco és Como megyékkel határos.

## Községek(comuni)
- Caprino Bergamasco
- Pontida
- Palazzago
- Ambivere
- Mapello
- Curno
- Ponte San Pietro
- Bergamo
- Chignolo d'Isola
- Cisano Bergamasco
- Bottanuco
- Brembate di Sopra
- Osio Sopra
- Osio Sotto
- Bedulita
- Paladina
- Adrara San Martino
- Adrara San Rocco
- Albano Sant’Alessandro
- Albino
- Algua
- Almenno San Bartolomeo
- Almenno San Salvatore
- Almè
- Alzano Lombardo
- Antegnate
- Arcene
- Ardesio
- Arzago d’Adda
- Averara
- Aviatico
- Azzano San Paolo
- Azzone
- Bagnatica
- Barbata
- Bariano
- Barzana
- Berbenno
- Berzo San Fermo
- Bianzano
- Blello
- Bolgare
- Boltiere
- Bonate Sopra
- Bonate Sotto
- Borgo di Terzo
- Bossico
- Bracca
- Branzi
- Brembate
- Brembilla
- Brignano Gera d’Adda
- Brumano
- Brusaporto
- Calcinate
- Calcio
- Calusco d’Adda
- Calvenzano
- Camerata Cornello
- Canonica d’Adda
- Capizzone
- Capriate San Gervasio
- Caravaggio
- Carobbio degli Angeli
- Carona
- Carvico
- Casazza
- Casirate d’Adda
- Casnigo
- Cassiglio
- Castel Rozzone
- Castelli Calepio
- Castione della Presolana
- Castro
- Cavernago
- Cazzano Sant’Andrea
- Cenate Sopra
- Cenate Sotto
- Cene
- Cerete
- Chiuduno
- Ciserano
- Cividate al Piano
- Clusone
- Colere
- Cologno al Serio
- Colzate
- Comun Nuovo
- Corna Imagna
- Cornalba
- Cortenuova
- Costa Valle Imagna
- Costa Volpino
- Costa di Mezzate
- Costa Serina
- Covo
- Credaro
- Cusio
- Dalmine
- Dossena
- Endine Gaiano
- Entratico
- Fara Gera d’Adda
- Fara Olivana con Sola
- Filago
- Fino del Monte
- Fiorano al Serio
- Fontanella
- Fonteno
- Foppolo
- Foresto Sparso
- Fornovo San Giovanni
- Fuipiano Valle Imagna
- Gandellino
- Gandino
- Gandosso
- Gaverina Terme
- Gazzaniga
- Gerosa
- Ghisalba
- Gorlago
- Gorle
- Gorno
- Grassobbio
- Gromo
- Grone
- Grumello del Monte
- Isola di Fondra
- Isso
- Lallio
- Leffe
- Lenna
- Levate
- Locatello
- Lovere
- Lurano
- Luzzana
- Madone
- Martinengo
- Medolago
- Mezzoldo
- Misano di Gera d’Adda
- Moio de’ Calvi
- Monasterolo del Castello
- Montello
- Morengo
- Mornico al Serio
- Mozzanica
- Mozzo
- Nembro
- Olmo al Brembo
- Oltre il Colle
- Oltressenda Alta
- Oneta
- Onore
- Orio al Serio
- Ornica
- Pagazzano
- Palosco
- Parre
- Parzanica
- Pedrengo
- Peia
- Pianico
- Piario
- Piazza Brembana
- Piazzatorre
- Piazzolo
- Pognano
- Ponte Nossa
- Ponteranica
- Pontirolo Nuovo
- Pradalunga
- Predore
- Premolo
- Presezzo
- Pumenengo
- Ranica
- Ranzanico
- Riva di Solto
- Rogno
- Romano di Lombardia
- Roncobello
- Roncola
- Rota d’Imagna
- Rovetta
- San Giovanni Bianco
- San Paolo d’Argon
- San Pellegrino Terme
- Sant'Omobono Terme
- Santa Brigida
- Sarnico
- Scanzorosciate
- Schilpario
- Sedrina
- Selvino
- Seriate
- Serina
- Solto Collina
- Solza
- Songavazzo
- Sorisole
- Sotto il Monte Giovanni XXIII
- Sovere
- Spinone al Lago
- Spirano
- Stezzano
- Strozza
- Suisio
- Taleggio
- Tavernola Bergamasca
- Telgate
- Terno d’Isola
- Torre Boldone
- Torre Pallavicina
- Torre de’ Roveri
- Trescore Balneario
- Treviglio
- Treviolo
- Ubiale Clanezzo
- Urgnano
- Valbondione
- Valbrembo
- Valgoglio
- Valleve
- Valnegra
- Valsecca
- Valtorta
- Vedeseta
- Verdellino
- Verdello
- Vertova
- Viadanica
- Vigano San Martino
- Vigolo
- Villa d’Adda
- Villa d’Almè
- Villa d’Ogna
- Villa di Serio
- Villongo
- Vilminore di Scalve
- Zandobbio
- Zanica
- Zogno